# 다닐로브그라드

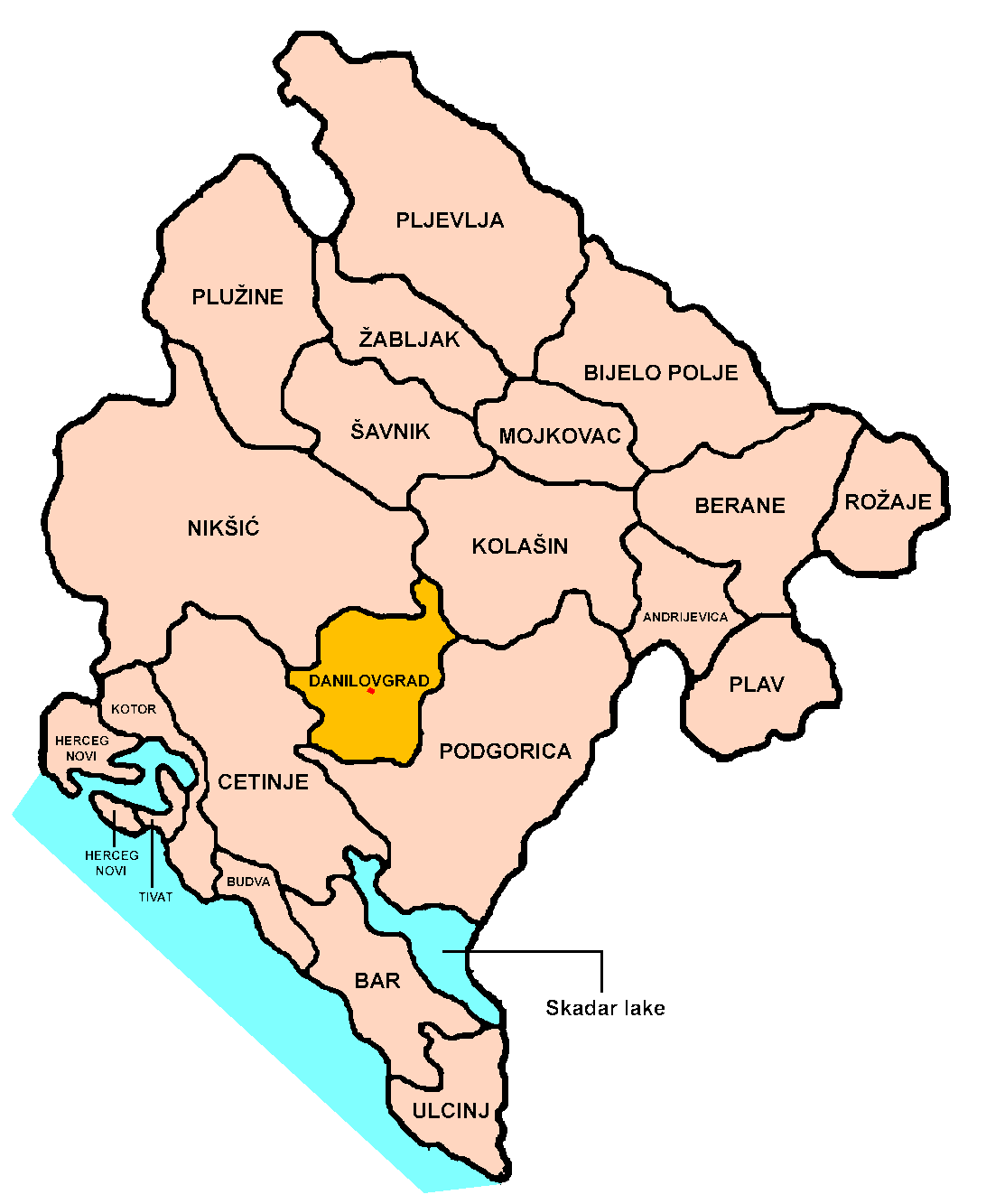
다닐로브그라드의 위치

다닐로브그라드(몬테네그로어: Даниловград, Danilovgrad)는 몬테네그로 중부에 위치한 도시로, 면적은 501km2, 도시 인구는 5,208명(2003년 인구 조사 기준), 인구밀도는 33명/km2, 지방 자치체 인구는 16,523명(2003년 인구 조사 기준)이며 제타 강 계곡 지대와 접한다.

시 문장

## 인구
다닐로브그라드 인구:
- 1981년 3월 3일 - 3,664명
- 1991년 3월 3일 - 4,409명
- 2003년 11월 1일 - 5,208명

민족 분포 (1991년 인구 조사 기준):
- 몬테네그로인 (89.88%)
- 세르비아인 (5.90%)

민족 분포 (2003년 인구 조사 기준):
- 몬테네그로인 (67.84%)
- 세르비아인 (25.51%)